# رایان آلسوپ
رایان آلسوپ (انگلیسی: Ryan Allsop؛ زادهٔ ۱۷ ژوئن ۱۹۹۲) بازیکن فوتبال اهل بریتانیا است.
از باشگاه‌هایی که در آن بازی کرده‌است می‌توان به باشگاه فوتبال وست برومویچ آلبیون، باشگاه فوتبال استوک‌پورت کانتی، باشگاه فوتبال ای‌اف‌سی بورنموث، باشگاه فوتبال کاونتری سیتی، باشگاه فوتبال میلوال، باشگاه فوتبال وایکام واندررز، و باشگاه فوتبال لیتون اورینت اشاره کرد.
وی همچنین در تیم ملی فوتبال زیر ۱۷ سال انگلستان بازی کرده‌است.